# Thalassius margaritatus
Thalassius margaritatus är en spindelart som beskrevs av Pocock 1898. Thalassius margaritatus ingår i släktet Thalassius och familjen vårdnätsspindlar. Inga underarter finns listade i Catalogue of Life.